# Missing... Presumed Having a Good Time
Missing... Presumed Having a Good Time är ett album av bandet The Notting Hillbillies, och släpptes 1990. Albumet blev deras enda.

## Låtlista
1. "Railroad Worksong" – 5:29 (Traditional)
2. "Bewildered" – 2:37 (Whitcup/Powell)
3. "Your Own Sweet Way" – 4:32 (Mark Knopfler)
4. "Run Me Down" – 2:25 (Traditional)
5. "One Way Gal" – 3:10 (Traditional)
6. "Blues stay Away from Me" – 3:50 (Alton Delmore, R. Delmore, Wayne Raney, Henry Glover)
7. "Will You Miss Me" – 3:52 (Steve Phillips)
8. "Please Baby" – 3:50 (Traditional)
9. "Weapon of Prayer" – 3:10 (I. Louvin, C. Louvin)
10. "That's Where I Belong" – 2:51 (Brendan Croker)
11. "Feel Like Going Home" – 4:52 (Charlie Rich)